# Astro Boy: Omega Factor
Astro Boy: Omega Factor (アストロボーイ・鉄腕アトム Astro Boy: Tetsuwan Atomu?) es un videojuego de beat 'em up desarrollado por Treasure y Hitmaker, y publicado por Sega —THQ en Europa—. El juego fue lanzado para Game Boy Advance el 18 de diciembre de 2003 en Japón, 18 de agosto de 2004 en América del Norte, y el 18 de febrero de 2005 en Europa. El juego está basado en la franquicia de manga y anime Astro Boy de Osamu Tezuka. Sin embargo, también presenta personajes y tramas del artista. 
Si bien Astro Boy había sido muy conocido durante décadas en Japón, el lanzamiento en América del Norte se retrasó para coincidir con el estreno de la serie de televisión Astro Boy en 2004. Durante este retraso, Treasure realizó algunas mejoras en la versión norteamericana del juego. El juego recibió reseñas positivas de los críticos, con fuertes elogios centrados en las imágenes del juego y críticas limitadas sobre el diseño de niveles. En 2010, el juego se incluyó en el libro 1001 videojuegos a los que hay que jugar antes de morir.

## Jugabilidad
Omega Factor es un juego beat 'em up protagonizado por Astro Boy, el personaje principal de la franquicia Astro Boy. Astro ataca a los enemigos con puñetazos y patadas de gran potencia, que también pueden golpear a los enemigos contra otros y destruirlos también. Hacer algo de daño a los enemigos llenará lentamente el indicador «EX» en la parte superior de la pantalla. Una vez que el indicador está lleno, Astro puede realizar un ataque especial, en lugar de simplemente ayudar al jugador, estos son necesarios en algunas situaciones. Astro también puede volar utilizando la potencia de un cohete, que a veces también es necesario.
Cada personaje no jugable con el que se encuentra el jugador obtiene un punto que puede usarse para mejorar una de las estadísticas de Astro, como la fuerza o la velocidad de vuelo. Por lo general, esto no es necesario para ganarle al juego, pero los aumentos incrementales de las estadísticas pueden facilitar el mismo, además de permitir que el jugador encuentre áreas ocultas en los niveles. El juego presenta dos niveles de dificultad en la versión japonesa y tres en las versiones norteamericana y europea.

## Trama
Omega Factor presenta elementos de las diferentes encarnaciones de Astro Boy. El concepto de los derechos de los robots, el plan definitivo del Dr. Tenma para Astro y la ciudad robotizada de Robotonia en la Antártida se extraen de la serie Astro Boy (2003). Las tramas de otras series de Tezuka incluyen un viaje en el tiempo sacada de Marine Express, un viaje al continente perdido de Mu y una trama secundaria que involucra a la hija de Duke Red y su papel en la plataforma orbital «Death Mask». El juego se divide en dos episodios: Birth y Rebirth. El episodio de Birth sigue las aventuras de Astro y otros personajes con los que interactúa, y termina con robots destruidos por un dispositivo llamado Death Mask, después de que determina que los robots son demasiado peligrosos para dejarlos con vida, dejando a Sharaku capaz de conquistar la Tierra. En Rebirth, Astro es revivido por un ser llamado Fénix, y hace que Astro regrese al comienzo de la historia e intente detener la Máscara de la Muerte, dándole la capacidad de retroceder y avanzar en el tiempo para hacerlo.
La historia incluye personajes de todo el trabajo de Tezuka. Los personajes se enumeran en el «Omega Factor», una enciclopedia en el juego del universo ficticio de Astro Boy, que proporciona una biografía detallada del personaje, incluidas las apariciones y roles de cada personaje en las obras de Tezuka.

## Desarrollo
Omega Factor fue desarrollado por Treasure y Hitmaker, y publicado por Sega. Fue producido en conjunto con el juego de PlayStation 2 Astro Boy y la serie de televisión. Sega esperó hasta el estreno norteamericano de la serie antes de lanzar los juegos en Norteamérica. Durante esta espera de seis meses, Treasure aprovechó la oportunidad para reelaborar algunos aspectos de la versión norteamericana del juego. Algunos diseños de niveles se llenaron con más enemigos, y algunos de ellos recibieron diferentes ataques. Además, Treasure mejoró un poco el problema de la desaceleración de la velocidad de fotogramas y agregó un nuevo tercer nivel de dificultad. El juego recibió una calificación de «E» (Todos) de la ESRB y 3+ de PEGI.

## Recepción
Omega Factor recibió críticas positivas, con puntuaciones totales de 85 sobre 100 de Metacritic y 86,72% de GameRankings. Frank Provo de GameSpot declaró que «cada uno, independientemente de su edad, simplemente debe tener y jugar Astro Boy: Omega Factor, porque es uno de los mejores juegos de acción de Game Boy Advance». La publicación lo nombró el mejor juego de Game Boy Advance de agosto de 2004, y luego del año en general. El escritor de GameSpy, Benjamin Turner, también lo incluyó como uno de los mejores juegos de Game Boy Advance del año.
El juego fue muy elogiado por sus imágenes. Provo calificó el juego, en general, como «una delicia para los sentidos», y elogió el detalle y la lujosa animación del fondo y los sprites de los personajes. Geoffrey Winter de Nintendojo declaró que los entornos son «hermosos y parecen como si estuvieran construidos para ser admirados, no solo para caminar». Continuó diciendo que Omega Factor tiene imágenes más seductoras y detalladas que cualquier otro juego de Game Boy Advance. Craig Harris de IGN lo llamó una «maravilla técnica», elogiando especialmente la animación fluida de los jefes y reservando las críticas para la ralentización ocasional de la velocidad de fotogramas del juego. Charles Herold, del New York Times, lo llamó una «experiencia memorable».
Las pocas críticas que recibió el juego se dirigieron principalmente a la repetitividad de los niveles. Turner enumeró esta repetitividad, específicamente para las etapas del shooter, como uno de los «contras» del juego. Harris afirmó que algunos de los niveles «son absolutamente abrumadores y se sienten completamente fuera de lugar debido a su sensación de estar juntos». Sam Kennedy de 1UP.com declaró que los niveles son «más una formalidad que cualquier otra cosa: luchas casualmente contra un grupo de enemigos hasta que alcanzas un jefe, que es donde comienza el juego real».
Nintendo Power nombró a este su 38.º mejor juego de todos los tiempos en su edición final, diciendo que «captura la esencia de Astro Boy a la perfección y la combina con la marca registrada de su desarrollador». En 2013, Game Informer incluyó a Omega Factor como uno de los «Mejores juegos basados en anime y manga» publicados en inglés.